# Moeder Sinjoria
K.V.H.C. Sinjoria (Katholieke Vlaamse Hoogstudentenclub Sinjoria), ook bekend als Moeder Sinjoria, is een studentenclub te Leuven voor mannelijke studenten uit Antwerpen en omstreken. De studentenclub werd opgericht in 1919 en maakt deel uit van de Antwerpse Gilde dat op haar beurt ressorteert onder het overkoepelende Seniorenkonvent Leuven.

## Geschiedenis

### Voorgeschiedenis
Aan het einde van de 16e eeuw ontstonden te Leuven de eerste regionale studentenclubs. Zo bijvoorbeeld een vereniging van de Antwerpse studenten onder bescherming van de Sint-Michaël en Sint-Goedele. De vereniging hield maandelijkse vergaderingen die geleid werden door een verkozen deken.
Sinds 1881 groepeerden Antwerpse studenten zich in de Antwerpse Studentenkring (A.S.K.), die later de Koninklijke Antwerpse Studentenkring (K.A.S.K.) werd. Bovendien begonnen Vlaamse studenten zich ook te organiseren in provinciale gouwgilden. Zo werd de Antwerpse Gilde opgericht op 25 maart 1885 door Adolf Pauwels, Rafaël Verhulst en Emile Schiltz. Aanvankelijk was de Vlaamse strijd een van de voornaamste doelstellingen van de provinciale gilden, maar al snel concentreerden ze zich op het gezelligheidsleven. De Antwerpse Studentenkring richtte zich in het begin van de twintigste eeuw op de francofone cultuur en tradities waardoor een culturele kloof ontstond tussen hen en de andere aangesloten clubs van de Antwerpse Gilde. Hun aanwezigheid binnen de gilde werd niet langer op prijs gesteld en de Antwerpse Studentenkring werd uit de Antwerpse Gilde verbannen.

### Oprichting
In 1919 scheurden enkele ontevreden Vlaamsgezinde leden zich af van de Antwerpse Studentenkring. Rechtenstudent Fernand Collin richtte met hulp van ingenieursstudent Constant Leurs de Katholieke Vlaamse Hoogstudentenclub Sinjoria op in dat jaar. De eerste vergadering vond plaats op 22 januari 1920. De naam 'Sinjoria' is afgeleid van de bijnaam die soms aan Antwerpenaren gegeven wordt: sinjoren. Sinjoria werd een puriteinse club op het vlak van het Nederlandse taalgebruik. Het gebruik van Franse woorden is niet toegelaten tijdens de clubvergaderingen. Wanneer een lid van Sinjoria iemand van de Antwerpse Studentenkring tegenkwam, moest deze op zijn gezicht geslagen worden volgens de clubstatuten. Leurs schreef tijdens de eerste werkingsweken een clublied. Aanvankelijk trok de studentenclub voornamelijk oud-leerlingen aan van het Onze-Lieve-Vrouwe-college uit Antwerpen.

### 1920-1969

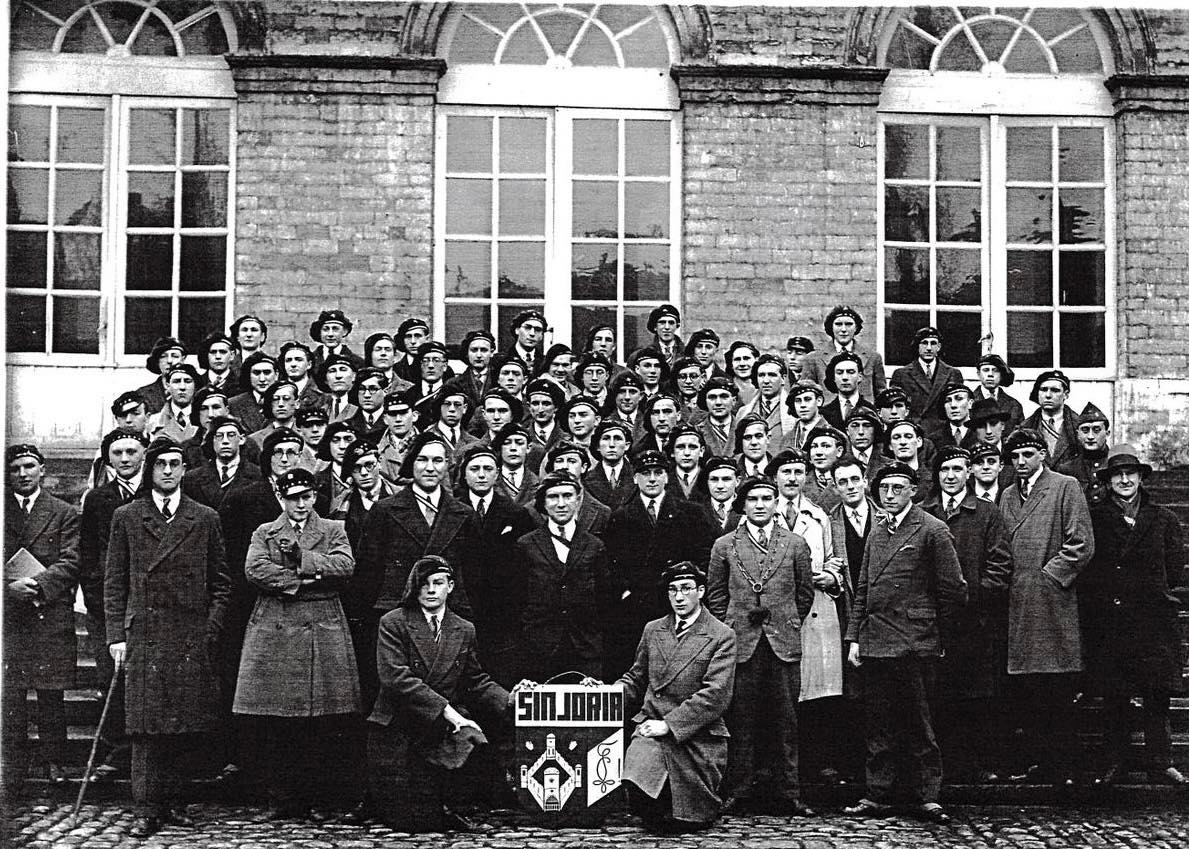
Moeder Sinjoria in 1929

Toen Edmond de Goeyse het Seniorenkonvent oprichtte op 19 november 1929 boven het studentencafé Chicago als overkoepelend orgaan van de regionale clubs te Leuven, werd hij bijgestaan door twee leden van Sinjoria: Jozef Takx als preses van de Antwerpse Gilde en Jozef Janssens die de eerste verslagschrijver (scriptor scriptorum) van het Konvent werd. Sinjoria is naar alle waarschijnlijkheid het eerste studentengenootschap dat de zirkel in gebruik nam in Vlaanderen sinds 1931. De zirkel is een monogram dat vandaag door menig studentenvereniging gebruikt wordt als onderscheidingssymbool. Bovendien zouden Sinjoria en Moeder Lovania de eerste clubs geweest zijn die het typische studentikoze bierpetje invoerden, maar waarschijnlijk zijn er nog wel enkele andere clubs gelijktijdig met het nieuwe gebruik begonnen. Naar aanleiding van een door het Seniorenkonvent gevraagde hervorming der kleuren van de verschillende clubs, werd in 1932 het clublint vastgesteld op rood-dubbelwit-rood, in overeenstemming met de vlag van de stad Antwerpen.
Op 21 november 1951 haalde een aspirant-lid van Sinjoria, Hugo Engels, het nationale nieuws met het uithalen van een studentengrap. Hij deed zich voor als koning Boudewijn en bezocht in die hoedanigheid de kloosterzusters van het Heilig Hartinstituut in Heverlee. De grap staat bekend als 'Valse koning van Heverlee'. Engels kreeg bij zijn toelating tot de club de passende clubnaam 'Koningske', verwijzend naar de studentengrap.
Tijdens de jaren 1960 kreeg de stad Leuven te maken met studentenrevoltes. De onrust culmineerde in 1968 met Leuven Vlaams, de strijd van Vlaamse studenten en professoren voor de taalkundige splitsing van de Katholieke Universiteit Leuven. De gebruiken van de regionale traditionele studentenclubs stonden in schril contrast met de idealen van de progressieve hippiecultuur die opmars maakte tijdens de jaren 60. Bovendien kwam eind jaren 60 de preses Jan Tobback om het leven tijdens een verkeersongeval. Sinjoria kon haar werking niet verzekeren en verdween in 1969, na vijftig aaneensluitende werkingsjaren.

### Heroprichting
In 1984 trachtte Gabriel Fehérvári tevergeefs Sinjoria herop te richten als gemengde club voor jongens en meisjes. Drie jaar later, in 1987, slaagde rechtenstudent Johan Mees (met hulp van Karl Verlinden) de Antwerpse club herop te richten na zijn plannen bekend te maken bij Fernand Collin. De heroprichting werd door heel wat oud-leden gesteund en passend gevierd met champagne ten huize Collin. Na de start in ’t Kraakske werd café Den Bel de nieuwe thuishaven van Sinjoria. Kort nadien werd ook opnieuw aangesloten bij de traditie der galabals en dat voor de eerste maal in het Romi Goldmuntzcentrum. Sinds het begin van de 21e eeuw is In Den Boule het vaste stamcafé van de Antwerpse club. In het academiejaar 2004-05 werd geschiedenisstudent Jan Van den Brande ('Bruce') verkozen tot senior seniorum van het Seniorenkonvent als tweede lid van Sinjoria in de geschiedenis.
Op 26 oktober 2019 werd Moeder Sinjoria gehuldigd voor haar 100-jarig bestaan in het Felixpakhuis door het Antwerpse stadsbestuur en door Koen Kennis in het bijzonder.

## Ideologie en tradities
De hoogstudentenclub Moeder Sinjoria verenigt mannelijke studenten uit Antwerpen en de Antwerpse regio. 
De club beoefent de traditionele activiteiten die geassocieerd zijn met Leuvense studentenclubs in het Seniorenkonvent, waaronder het organiseren van cantussen (drank- en zangfestijnen), het initiëren van nieuwe leden in een studentendoop en ontgroening, brouwerijbezoeken, samenkomsten met andere Leuvense clubs, sportactiviteiten, buitenlandse reizen etc. Bovendien worden ook de studentikoze tradities beoefend die geassocieerd worden met het Leuvense Seniorenkonvent zoals het zingen van een clublied en andere clubliederen uit de studentencodex en het dragen van linten en bierpetjes.
Om bij de club toegelaten te worden, moeten kandidaat-leden deelnemen aan een studentendoop en ontgroening. Voor een aspirant-lid gedoopt is, wordt deze feut genoemd. Daarna wordt het kandidaat-lid als schacht toegelaten. Pas na de ontgroening is het kandidaat-lid officieel lid of commilito van een club.

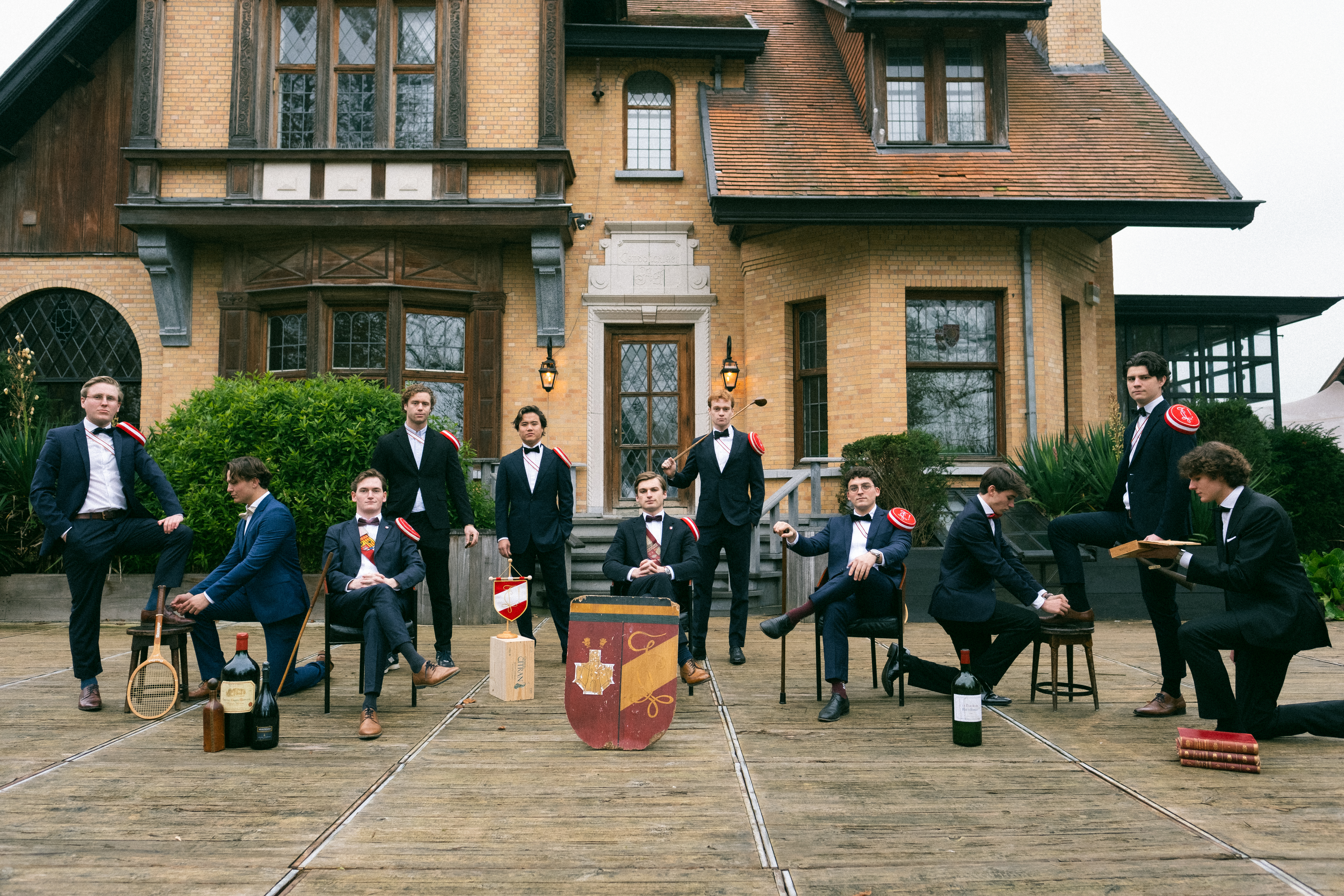
Promofoto voor het galabal van Sinjoria in 2025

Sinjoria organiseert jaarlijks het Bal der Sinjoren te Antwerpen, waarvan in 2025 de 84e editie plaatsvond, en een Glow In The Dark TD te Leuven.

## Symboliek

### Lijfspreuk
De lijfspreuk van de club luidt: Ut vivat, crescat, floreatque Moeder Sinjoria! (Dat Moeder Sinjoria moge leven, groeien en bloeien!).

### Clubkleuren en wapenschild
De kenmerkende clubkleuren zijn die van de stad Antwerpen: rood-wit-rood, waarbij de verhouding 1:3:1 bedraagt. De linkerhelft van het wapenschild van de club toont het stadswapen van Antwerpen en de rechterhelft is dubbel geschuind en ingevuld met de zirkel. Bovenaan het schild is een faas geplaatst met de kleuren van het Seniorenkonvent: zwart - geel - blauw. Het stamcafé in Leuven is In Den Boule, waar de club iedere week samenkomt.